# Саван (округ)
Сава́н (англ. Savanne) — округ Маврикия. Назван по одноимённым горам, лежащим к северу от Суйака.
Административным центром округа является — деревня Суйак. Площадь составляет 244,8 км². Численность населения равна 70 471 человека (на 2010 год), плотность населения — 287,87 чел./км².